# Patrick Groc
Patrick Groc (* 6. September 1960 in Neuilly-sur-Seine) ist ein ehemaliger französischer Florettfechter.

## Erfolge
Patrick Groc wurde 1982 in Rom und 1987 in Lausanne jeweils Vizeweltmeister mit der Mannschaft. Er nahm an drei Olympischen Spielen teil: 1984 scheiterte er in Los Angeles mit der französischen Equipe im Halbfinale an Italien. Durch einen anschließenden 9:3-Erfolg gegen Österreich im Gefecht um Rang drei sicherte sich Groc aber gemeinsam mit Marc Cerboni, Pascal Jolyot, Philippe Omnès und Frédéric Pietruszka die Bronzemedaille. Vier Jahre darauf wurde er mit der Mannschaft in Seoul Sechster, während er die Einzelkonkurrenz auf dem 40. Platz abschloss. Bei den Olympischen Spielen 1992 in Barcelona platzierte sich Groc auf Rang 23 im Einzel. Im Mannschaftswettbewerb wurde er Siebter.